# Hydromorphon
Hydromorphon ist ein stark wirkendes semisynthetisches Opioid der Stufe III im WHO-Stufenschema (Klassifizierung der Schmerztherapie), das als Schmerzmittel bei starken und stärksten Schmerzen zugelassen ist. Es ist verschreibungspflichtig und unterliegt dem Betäubungsmittelgesetz.

## Pharmakologische Daten
Hydromorphon ist ein mit dem Morphin strukturverwandter Arzneistoff. Chemisch handelt es sich um ein hydriertes Morphinketon, physiologisch um einen Metaboliten von Morphin, Codein und Dihydrocodein.
Nach der Resorption unterliegt Hydromorphon der Metabolisierung in der Leber und ist danach zu etwa 50 Prozent bioverfügbar. Es findet sich eine Proteinbindung von ca. sieben Prozent, die maximale Plasmakonzentration ist nach ca. einer Stunde erreicht, die terminale β-Halbwertszeit beträgt ca. zweieinhalb Stunden, die Ausscheidung erfolgt vorwiegend renal. Ob Hydromorphon über das Cytochrom-P450-System abgebaut wird, ist bis heute nicht eindeutig geklärt. Arzneilich wird das wasserlösliche Hydrochlorid des Hydromorphons eingesetzt; in der Therapie kommen Injektionslösungen (mit 2 oder 10 mg Wirkstoff pro Milliliter) sowie rasch freisetzende (1,3 oder 2,6 mg Wirkstoff enthaltende) und retardierte (2–64 mg enthaltende) Kapseln und Tabletten zur Anwendung. Die schmerzlindernde Wirkung der Injektionslösung dauert etwa ein bis sechs Stunden an, die von nichtretardierten Hartkapseln vier und die von Retard-Kapseln 8–12 Stunden an.
Ebenso gibt es 24 Stunden Retard-Tabletten. Diese ermöglichen den Patienten, nur einmal täglich das Medikament einzunehmen.

## Wirkmechanismus
Opioidanalgetika ahmen die Wirkung endogener Opioidpeptide (Endorphine, Enkephaline, Dynorphine) nach. Dadurch wird einerseits die Weiterleitung des Schmerzreizes gehemmt und andererseits das Schmerzempfinden im Thalamus und im limbischen System verändert.
Die pharmakologische Wirkung von Hydromorphon ist ähnlich der des Morphins. Es hat (bei einer initialen Einzeldosis von 0,2 bis 4 mg) jedoch eine etwa 7,5-mal stärkere schmerzstillende Wirkung.
Die Metabolisierung läuft hauptsächlich über Glucuronidierung ab, Hauptmetabolit ist Hydromorphon-3-Glucuronid – anders als bei Morphin kann kein 6-Glucuronid gebildet werden. Da Hydromorphon-3-Glucuronid unwirksam ist, kann Hydromorphon auch bei starker Einschränkung der Nierenfunktion gegeben werden. Der Wirkstoff hat wegen der geringen Plasmaeiweißbindung nur geringe Interaktionen mit anderen Arzneimitteln.

## Wechselwirkungen
Hydromorphon verstärkt die Wirkung von Stoffen, die das ZNS dämpfen. Hierzu zählen insbesondere Tranquilizer, Anästhetika, Schlafmittel, Sedativa, Alkohol, Muskelrelaxans, Antidepressiva und Antihypertensiva.

## Nebenwirkungen
Wie bei allen stark wirkenden Opioid-Analgetika können Verstopfung, Übelkeit und Erbrechen auftreten. Ebenso kann es zu Benommenheit, Stimmungsveränderungen sowie zu Veränderungen des Hormonsystems und des autonomen Nervensystems kommen. Bei Überdosierung kann es zu Miosis, Hypoventilation und niedrigem Blutdruck kommen. Insgesamt sind, bei Vergleich äquivalenter Dosen, sowohl die Wirkung als auch die Nebenwirkungen vergleichbar mit denen des Morphins.
Aufgrund der euphorisierenden Wirkung hat Hydromorphon als reiner Agonist, insbesondere bei nicht bestimmungsgemäßem Gebrauch, ein hohes Suchtpotential.

## Sonstiges
Hydromorphon wurde in Kombination mit Midazolam 2014 im US-Bundesstaat Ohio als Hinrichtungsgift anstelle des sonst verwendeten Pentobarbitals verabreicht.
Die Einführung einer 14β-Ethylgruppe in das Hydromorphonmolekül lässt die analgetische Potenz außerordentlich stark ansteigen. 14β-Ethylhydromorphon ist bei Mäusen 7.500-mal potenter als Morphin. Das unhydrierte Analogon (14β-Ethylmorphinon) besitzt sogar die 10.000-fache Potenz von Morphin.
In Australien wird der Wirkstoff experimentell beim Entzug von Heroin zusammen mit Methadon eingesetzt.

## Handelspräparate
Monopräparate

Hydal (A), Jurnista (D, A, CH), Palladon (D, CH) und Generika, Dilaudid (USA, CDN) Hydromorphon Aristo long (D)
Hydromorphon (A)